# Susan Fleetwood
Susan Fleetwood (* 21. September 1944 in St Andrews; † 29. September 1995 in Salisbury) war eine britische Schauspielerin.

## Leben und Karriere
Susan Fleetwood wurde in der schottischen Kleinstadt St Andrews geboren. Sie war die ältere Schwester des Fleetwood-Mac-Gründers Mick Fleetwood. Sie machte 1964 ihren Schauspiel-Abschluss an der Royal Academy of Dramatic Art. Sie spielte zunächst Theater in Liverpool und ab 1967 bei der Royal Shakespeare Company.
1976 und 1977 wurde sie für einen Laurence Olivier Award for Actress of the Year in a Revival nominiert. Größere Filmrollen hatte sie 1981 in Kampf der Titanen als „Athena“, als „Mrs. Dribb“ in Das Geheimnis des verborgenen Tempels (1985) und als „Adelaide“ in Tarkowskis Opfer (1986).
Sie starb 1995 im Alter von 51 Jahren an Eierstockkrebs.

## Filmografie
- 1981: Kampf der Titanen (Clash of the Titans)
- 1983: Hitze und Staub (Heat and Dust)
- 1985: Das Geheimnis des verborgenen Tempels (Young Sherlock Holmes)
- 1986: Opfer (Offret)
- 1987: Die letzten Tage in Kenya (White Mischief)
- 1988: Dream Demon
- 1990: Die Krays (The Krays)
- 1993: The Buddha of Suburbia (Miniserie, 4 Folgen)
- 1995: Jane Austens Verführung (Persuasion)
- 1995: Chandler & Co (Fernsehserie, 6 Folgen)